# Thomas Heinze
Thomas Heinze (Berlino ovest, 30 marzo 1964) è un attore e produttore cinematografico tedesco.

## Biografia
Attivo dalla fine degli anni 80, ha sempre diviso i suoi impegni tra televisione e cinema.
Nel 1995 ha interpretato la sua prima parte notevole, quella del marito della protagonista nel film Das Superweib.
Nel 2003 è stato scritturato dal regista italiano Egidio Eronico per la pellicola My Father, insieme a Thomas Kretschmann, Charlton Heston, F. Murray Abraham e diversi attori brasiliani.
Ha sostenuto il ruolo di Gustav Engler in tutta la serie di film tv Marie Brand.

## Vita privata
Marito della collega Nina Kronjäger, ha tre figli.

## Filmografia parziale

### Cinema
- Das Superweib, regia di Sönke Wortmann (1996)
- Tu non ucciderai! (20:13 Thou Shalt Not Kill), regia di John Bradshaw (2000)
- My Father, regia di Egidio Eronico (2003)
- Paradise Found, regia di Mario Andreacchio (2003)

### Televisione
- Amici di ghiaccio - Death Run (Mörderische Abfahrt - Skitour in den Tod), regia di Curt M. Faudon – film TV (1999)
- Katie Fforde - Campeggio a tradimento (Katie Fforde: Familie auf Bewährung), regia di Frauke Thielecke – film TV (2018)